# Росохач (Ивано-Франковская область)
Росоха́ч (укр. Росохач) — село в Городенковской городской общине Коломыйского района Ивано-Франковской области Украины.
Население по переписи 2001 года составляло 1186 человек. Занимает площадь 14,416 км². Почтовый индекс — 78151. Телефонный код — 03430.